# Attilio Silvio Motti
Pour les articles homonymes, voir Motti.
Attilio Silvio Motti, né en 1867 à Alessandria (Piémont) et mort le 15 novembre 1935 à Rome, est un médailleur et sculpteur italien, qui fut graveur général de la Monnaie de Rome.

## Biographie
Fils d'Annibale Carlo Motti, graveur sur métaux, et de Teresa Sardi, Attilio est l'aîné d'une fratrie qui compte Cesare Vincenzo Motti, né en 1873. Toute la famille quitte Alessandria pour Nice en 1879 où elle est naturalisée. Après avoir suivi les cours de l'école des arts décoratifs de cette ville située rue Tondutti de l’Escarène, Attilio travaille alors avec son père qui est signalé comme graveur dans la ville de Nice. C'est dans cette même ville qu'il épouse en 1898 Marguerite Marianne Amelotti, également née à Allesandria. Son frère ouvre un studio photographique sous le nom de César Motti, à Grasse. On retrouve Attilio Silvio Motti à Rome en 1912, nommé graveur à la Zecca et membre de l'Accademia di San Luca. Il entame alors une série de remarquables gravures monétaires, signées « A. Motti inc. » ou « A.M. », parmi les plus belles du stile Liberty, avec celles de Luigi Giorgi. Il est finalement nommé graveur général de la Monnaie romaine, poste qu'il occupe jusqu'en 1935,,.
Outre les monnaies italiennes, il a gravé des modèles pour l'Albanie (essais), la Chine (essais), la Roumanie (essais) Saint-Marin, le Vatican, et également l'Afrique orientale italienne, la Somalie italienne et l'Érythrée italienne. Sa signature apparaît parfois à côté de celle de Giuseppe Romagnoli, entre autres.

## Œuvre

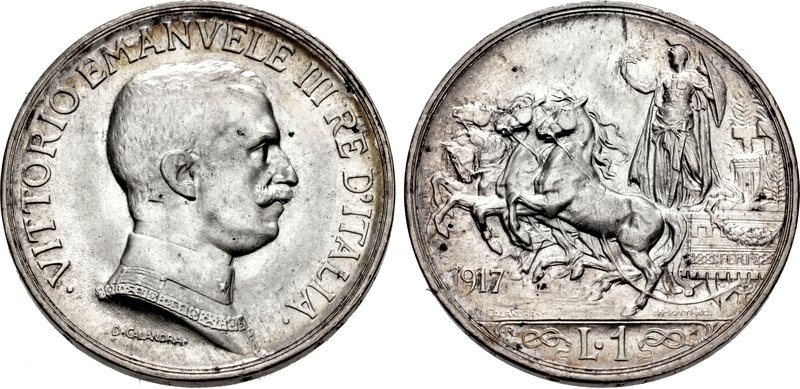
Pièce de 1 lire italienne (1917, argent)
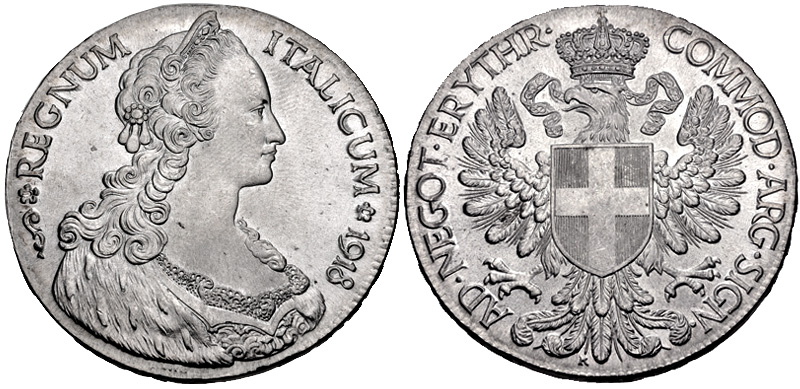
Tallero d'Italia (1918, argent) pour l'Érythrée italienne
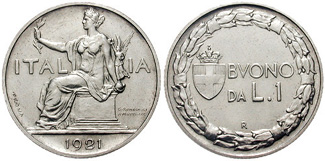
Pièce italienne de nécessité pour 1 lire (1921, nickel) cosignée avec Giuseppe Romagnoli
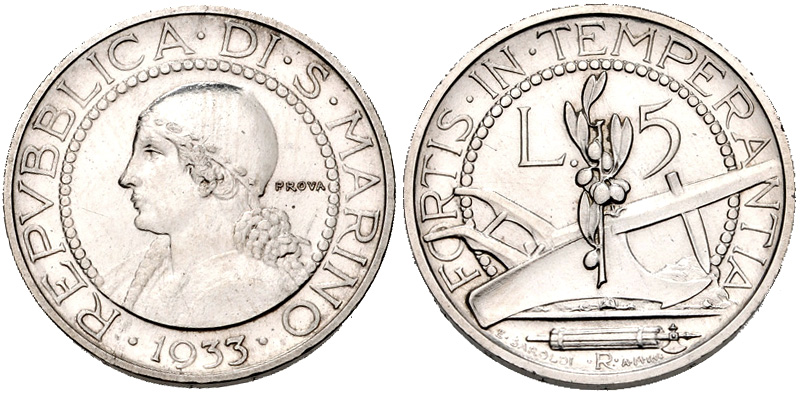
Essai pour la 5 lires de Saint-Marin (1933)